# Renigunta
Renigunta é uma vila no distrito de Chittoor, no estado indiano de Andhra Pradesh.

## Geografia
Renigunta está localizada a 13° 39′ N, 79° 31′ L. Tem uma altitude média de 107 metros (351 pés).

## Demografia
Segundo o censo de 2001, Renigunta tinha uma população de 23 852 habitantes. Os indivíduos do sexo masculino constituem 50% da população e os do sexo feminino 50%. Renigunta tem uma taxa de literacia de 77%, superior à média nacional de 59,5%: a literacia no sexo masculino é de 83% e no sexo feminino é de 70%. Em Renigunta, 11% da população está abaixo dos 6 anos de idade.